# Sybra palavanica
Sybra palavanica är en skalbaggsart som beskrevs av Aurivillius 1927. Sybra palavanica ingår i släktet Sybra och familjen långhorningar.
Artens utbredningsområde är Filippinerna. Inga underarter finns listade i Catalogue of Life.